# Georg Fischer (biatleta)
Georg Fischer (10 de noviembre de 1960) es un deportista alemán que compitió para la RFA en biatlón y esquí de fondo, Ganó una medalla de plata en el Campeonato Mundial de Biatlón de 1989, en la prueba por equipo.

## Palmarés internacional
| Campeonato Mundial | Campeonato Mundial  | Campeonato Mundial | Campeonato Mundial |
| Año                | Lugar               | Medalla            | Prueba             |
| ------------------ | ------------------- | ------------------ | ------------------ |
| 1989               | Feistritz (Austria) | Medalla de plata   | Equipo             |